# Портсмут (Огайо)
Портсмут (англ. Portsmouth) — місто (англ. city) в США, в окрузі Сайото штату Огайо. Населення — 18 252 особи (2020).

## Географія
Портсмут розташований за координатами 38°45′10″ пн. ш. 82°57′9″ зх. д. / 38.75278° пн. ш. 82.95250° зх. д. (38.752795, -82.952373).  За даними Бюро перепису населення США в 2010 році місто мало площу 28,68 км², з яких 27,80 км² — суходіл та 0,87 км² — водойми.

## Демографія
Згідно з переписом 2010 року, у місті мешкало 20 226 осіб у 8286 домогосподарствах у складі 4707 родин. Густота населення становила 705 осіб/км².  Було 9339 помешкань (326/км²).
Расовий склад населення:
| - 90,1 % — білих - 5,1 % — чорних або афроамериканців - 0,6 % — азіатів - 0,4 % — корінних американців |

До двох чи більше рас належало 3,0 %. Частка іспаномовних становила 2,2 % від усіх жителів.
За віковим діапазоном населення розподілялося таким чином: 21,6 % — особи молодші 18 років, 62,0 % — особи у віці 18—64 років, 16,4 % — особи у віці 65 років та старші. Медіана віку мешканця становила 36,1 року. На 100 осіб жіночої статі у місті припадало 86,6 чоловіків;  на 100 жінок у віці від 18 років та старших — 84,0 чоловіків також старших 18 років.
Середній дохід на одне домашнє господарство  становив 40 327 доларів США (медіана — 27 253), а середній дохід на одну сім'ю — 51 943 долари (медіана — 40 977). Медіана доходів становила 38 470 доларів для чоловіків та 28 235 доларів для жінок. За межею бідності перебувало 35,8 % осіб, у тому числі 45,6 % дітей у віці до 18 років та 14,5 % осіб у віці 65 років та старших.
Цивільне працевлаштоване населення становило 7001 осіб. Основні галузі зайнятості: освіта, охорона здоров'я та соціальна допомога — 34,1 %, роздрібна торгівля — 18,5 %, мистецтво, розваги та відпочинок — 13,4 %.